# Anemia bartlettii
Anemia bartlettii là một loài dương xỉ trong họ Anemiaceae. Loài này được Mickel mô tả khoa học đầu tiên năm 1962.